# Mníšek v Krušných horách
Mníšek (deutsch Einsiedl, früher Böhmisch Einsiedel) ist ein Ortsteil von Nová Ves v Horách in Tschechien.

## Geographie
Mníšek befindet sich linksseitig der Schweinitz (Svídnice) in einer Meereshöhe von 700 bis 765 m ü. M auf dem Kamm des Erzgebirges. Von Deutscheinsiedel in Deutschland wird es nur durch den Grenzbach Schweinitz getrennt.
Im Norden erhebt sich der Teichhübel (818 m), nordöstlich der Brandhübel (781 m), im Osten der Kamenec (Steinhübel, 814 m) und der Mračný vrch (Göhrenberg, 852 m), südöstlich der Větrny vrch (Käsherdberg, 800 m) und die Jeřabina (Haselstein, 788 m), südlich die Bratrská (774 m), im Westen der Ahornberg (833 m) sowie nordwestlich der Schwartenberg (789 m). Nördlich erstreckt sich im Grenzgebiet das Moorgebiet von Deutscheinsiedel.
Nachbarorte sind Frauenbach, Rauschenbach und Neuwernsdorf im Norden, Klíny im Nordosten, Rašov und Sedlo im Osten, Horní Ves, Lounice, Křižatky und Mariánské Údolí im Südosten, Mikulovice im Süden, Nová Ves v Horách, Deutschneudorf und Brüderwiese im Südwesten sowie Deutscheinsiedel, Heidelberg und Bad Einsiedel im Nordwesten.

## Geschichte
Der Ort wurde auf dem ehemaligen Böhmischen Weg erbaut, auch „Alter Böhmischer Steig“ oder „Alte Salzstraße“ genannt, einem Handelsweg, der von Prag nach Sachsen führte. Archäologische Funde weisen darauf hin, dass eine Siedlung bereits zu Beginn des 13. Jahrhunderts bestand. 1450 wurde Mníšek als Zollstation der Brüxer Burg Hněvín erwähnt.
1560 wurde eine Eremitage und Kapelle der Ossegger Mönche erwähnt. Der Ort diente den Mönchen als Raststätte bei ihren Reisen zum Kloster Altzella und als Ausgangspunkt der bergbaukundigen Mönche bei der Erzsuche. Dabei entdeckten sie nicht nur Silber, man geht auch davon aus, dass sie an dem Auffinden der Kupfererze in Deutschneudorf beteiligt waren.
1562 widmete Johann von Weitmühl (Jan z Veitmile) mit Erlaubnis seines Vaters Sebastian von Weitmühl (Šebestián z Veitmile) seinen siebzehn Untergebenen einen Teil des Waldes, genannt Königreich. Sie sollten den Platz roden und eine Siedlung erbauen. Die Gründung des Ortes hängt dabei eng mit dem Abbau von Silber zusammen, vor allem aber mit dem großen Holzbedarf für den Betrieb der Hütten. Nachdem die Stadt Brüx 1595 auch die Brüxer Burg mit den zugehörigen Gütern erworben hatte, führte sie ihre Güter in einer Domäne mit Sitz in Kopitz zusammen, wobei Böhmisch-Einsiedel das höchstgelegene Dorf war.
1613 wurde der Ort durch eine Pestepidemie heimgesucht. von 220 Einwohnern überlebten 59, die anschließend jährlich eine Prozession zu Ehren der heiligen Rosalie nach Gebirgsneudorf unternahmen. Während der Napoleonischen Kriege plünderten die Franzosen Mníšek. Die Bevölkerung versteckte sich während der kurzen Besatzung in umliegenden Wäldern.
Auch im 19. Jahrhundert verlor der ehemalige Handelsweg für die Verbindung zwischen Böhmen und Sachsen nicht an seiner Wichtigkeit und wurde zwischen 1841 und 1844 zu einer Straße ausgebaut. Die feierliche Eröffnung unter Teilnahme des Erzherzogs Stefan fand am 23. August 1844 statt. An dieses Ereignis erinnert auch ein Denkmal im Ort mit folgender Inschrift: „Dem Andenken an die Anwesenheit Sr. kaiserlichen Hoheit des Erzherzogs Stephan unter höchst dessen oberster Leitung als Landeschef des Erbkönigreiches Böhmen dieser Straßenzug vollendet wurde.“ Im Jahre 1844 bestand Böhmisch-Einsiedel aus 63 Häusern mit 442 deutschsprachigen Einwohnern. Im Ort gab es ein obrigkeitliches Jägerhaus, ein Wirtshaus, eine Mühle mit Brettsäge und ein k.k. Grenzzollamt. Wegen der Höhenlage beschränkte sich der Anbau von Feldfrüchten auf Hafer und Kartoffeln, wobei diese in ungünstigen Jahren nicht ausreiften. Pfarrort war Gebirgsneudorf. Bis zur Mitte des 19. Jahrhunderts blieb Böhmisch-Einsiedel der Herrschaft Kopitz untertänig.
Nach der Aufhebung der Patrimonialherrschaften bildete Böhmisch Einsiedel ab 1850 einen Ortsteil der Gemeinde Johnsdorf im Saatzer Kreis und Gerichtsbezirk Brüx. Zu dieser Zeit lebten in dem Dorf 462 Personen. Ab 1868 gehörte das Dorf zum Bezirk Brüx. Im letzten Viertel des 19. Jahrhunderts wurde Böhmisch Einsiedel zu einem beliebten Ferienort. Die nahen Wälder und Bergwiesen lockten Erholungssuchende aus den umliegenden Industriestädten. Die Bewohner lebten vor allem von der Waldbewirtschaftung und vom Bau von Holzspielzeugen. Ab 1905 gehörte das Dorf zum neugebildeten Gerichtsbezirk Oberleutensdorf. Im Jahre 1910 löste sich Einsiedl von Johnsdorf los und bildete eine eigene Gemeinde. 1916 wurde die kleine Kaiserjubiläums-Kirche geweiht, die am 12. März 1964 gesprengt wurde. In Folge des Münchner Abkommens wurde Einsiedl 1938 dem Deutschen Reich zugeschlagen und gehörte bis 1945 zum Landkreis Brüx. 1939 lebten in der Gemeinde 374 Menschen. Nach dem Ende des Zweiten Weltkrieges kam Mníšek zur Tschechoslowakei zurück und der Großteil der deutschböhmische Bevölkerung wurde vertrieben. 1948 wurde Mníšek dem Okres Litvínov zugeordnet, seit dessen Aufhebung im Jahre 1961 gehört das Dorf wieder zum Okres Most. Ein Großteil der leerstehenden Häuser verfiel und wurde abgerissen. 1961 erfolgte die Eingemeindung nach Nová Ves v Horách.
2002 wurde der Autogrenzübergang Mníšek/Deutscheinsiedel eröffnet, zugleich entstand vor der Grenze ein Vietnamesenmarkt. Dadurch entwickelte sich der ehemals ruhige Erholungsort zu einem der lebhaftesten Orte im Erzgebirge des Okres Most.

## Entwicklung der Einwohnerzahl
| Jahr | Einwohnerzahl |
| ---- | ------------- |
| 1869 | 475           |
| 1880 | 524           |
| 1890 | 436           |
| 1900 | 468           |
| 1910 | 391           |

| Jahr | Einwohnerzahl |
| ---- | ------------- |
| 1921 | 368           |
| 1930 | 396           |
| 1950 | 59            |
| 1961 | 18            |
| 1970 | 13            |

| Jahr | Einwohnerzahl |
| ---- | ------------- |
| 1980 | 5             |
| 1991 | 0             |
| 2001 | 8             |
| 2011 | 15            |

## Sehenswürdigkeiten
- Felsklippe Jeřabina
- Holzkreuz am Weg nach Nová Ves, errichtet 1913
- Gedenkstein für den Straßenbau, errichtet 1844
- Gedenkstein für die Gefallenen des Ersten Weltkrieges, enthüllt 1925

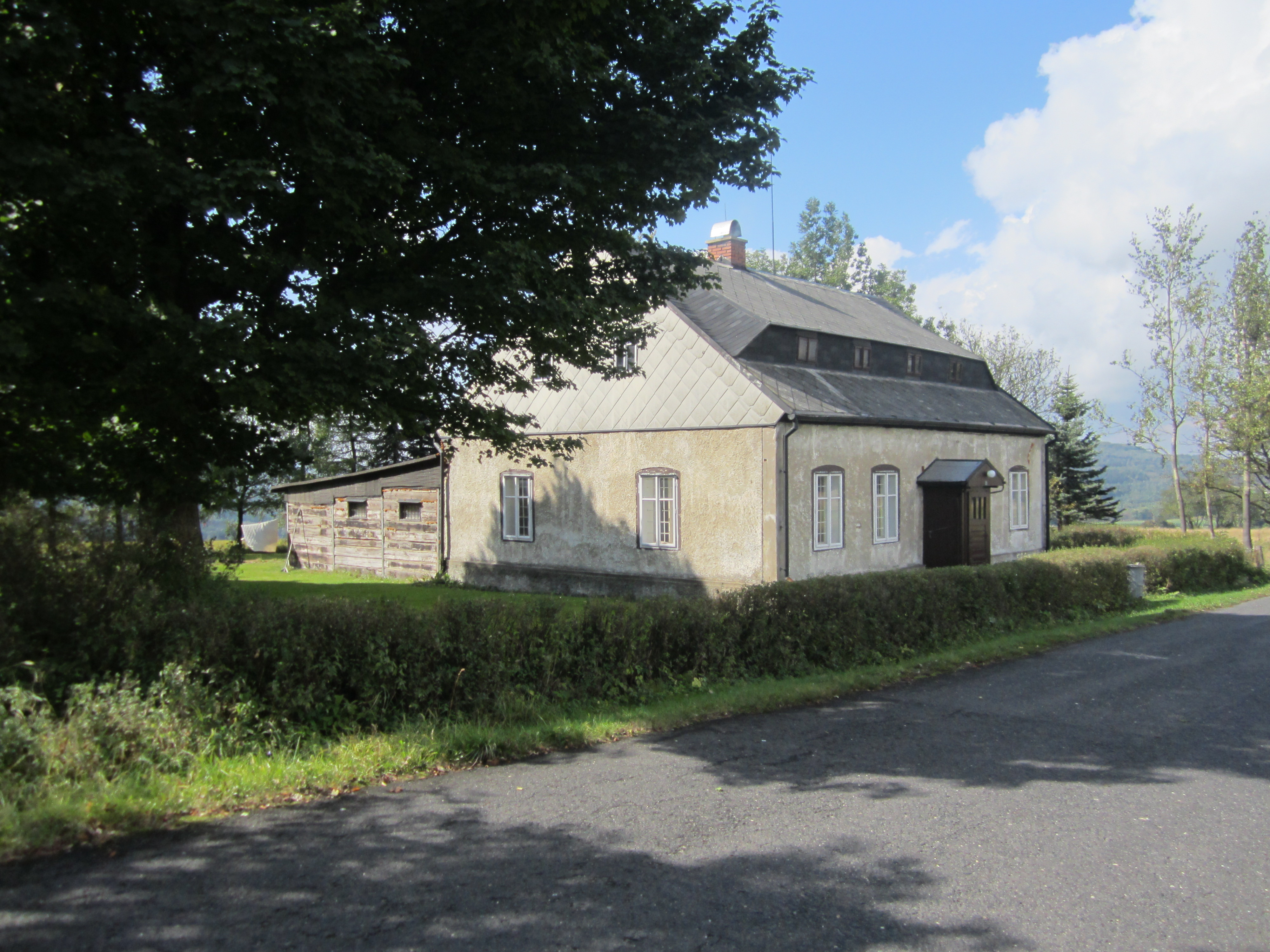
Älteres Haus in Mníšek
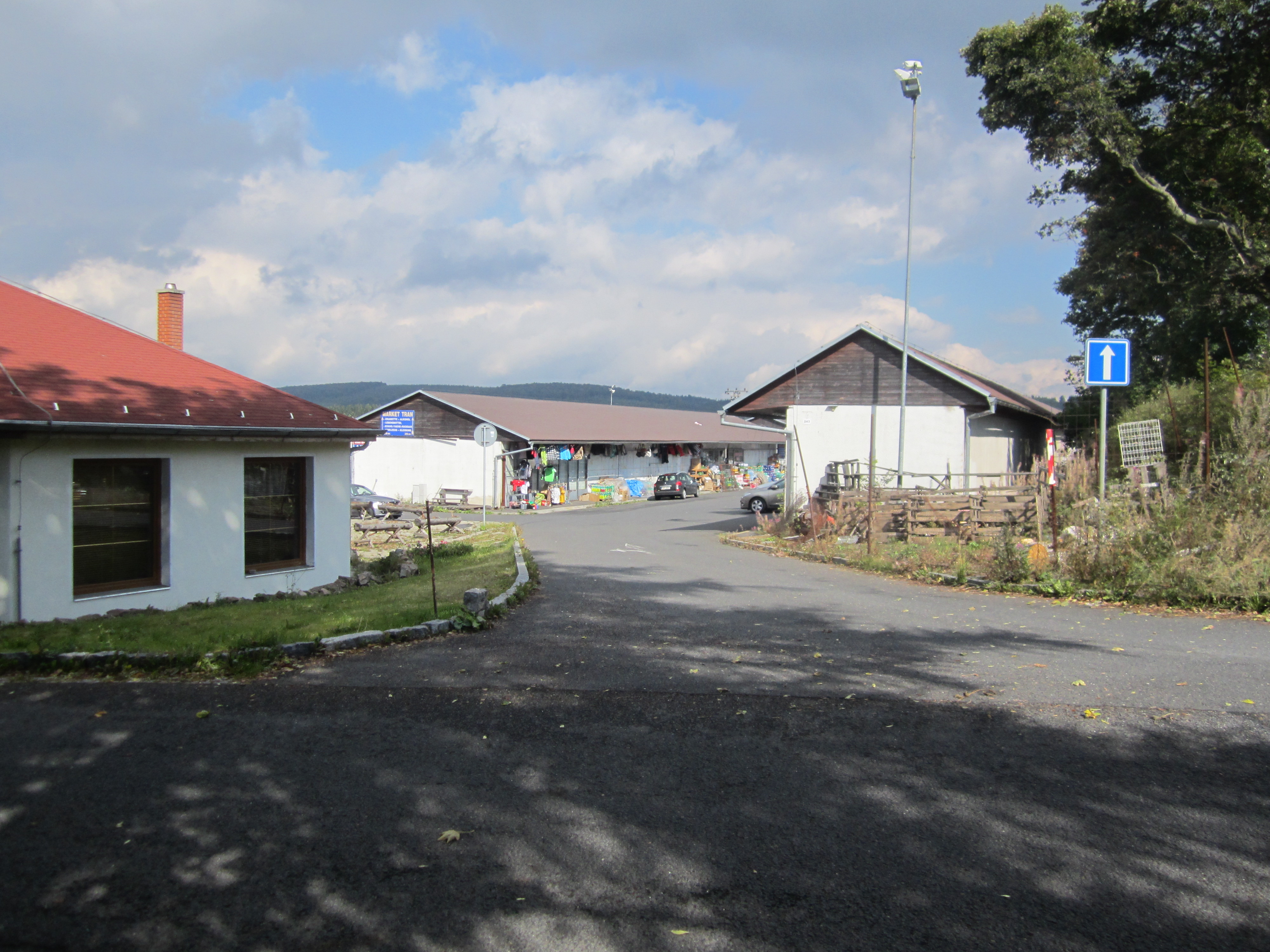
Blick auf den Grenzmarkt
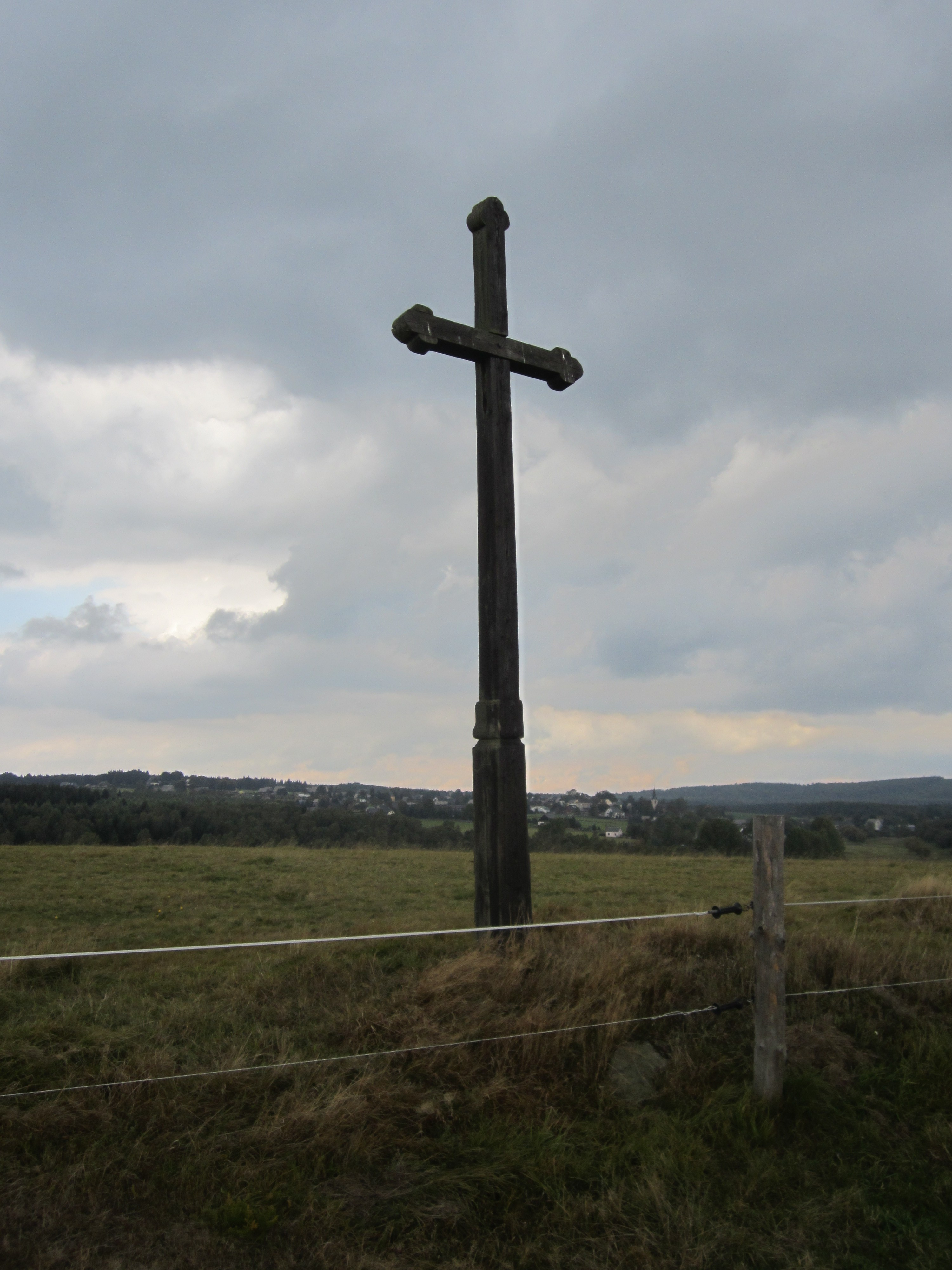
Holzkreuz am Weg nach Nová Ves